# Наедине
«Наедине» — песня, написанная российской певицей Нюшей. Композиция стала третьим синглом исполнительницы из её второго альбома «Объединение».

## Предыстория и релиз
28 апреля 2012 года Нюша дала свой первый большой сольный концерт в московском зале «Крокус Сити Холл». Во время шоу было представлено три новые песни исполнительницы, в число которых вошли сингл «Воспоминание» и «Наедине». Исполненную на концерте в связке с синглом «Не перебивай» композицию, на сайте «Карты музыки», назвали кандидатом в новый хит. Тем не менее, первым синглом из второго студийного альбома певицы стала песня «Воспоминание», выпущенная в середине 2012 года и ставшая одной из самых успешных композиций в российских и украинских чартах, получившая успех у критиков и номинацию в категории «Лучшая песня» на премии Муз-ТВ 2013. В конце года исполнительница выпустила синглом песню «Это Новый Год», ставшую саундтреком к мультипликационному фильму «Снежная королева», в котором Нюша дублировала роль главной героини Герды. Композиция достигла среднего успеха и поднялась до 22-го места в общем радиочарте портала Tophit.
Вторым синглом из альбома стала «Наедине». Релиз песни на радио состоялся 18 марта 2013 года. В апреле певица прокомментировала новинку и рассказала о новой пластинке: «Я не знаю, насколько близка окажется эта песня моим слушателям и публике в целом, но сейчас в преддверии выпуска моего второго сольного альбома, информацию о котором я пока держу в секрете, мы решили сделать ставку именно на „Наедине“». Также было объявлено, что цифровой релиз сингла состоится 15 апреля. За первую неделю после релиза «Наедине» дебютировало на третьей строчке в недельном чарте продаж треков российского отделения интернет-магазина iTunes. В следующую неделю песня опустилась в чарте на одну позицию.

## Реакция критики
Булат Латыпов из «Афиши» дал композиции положительную оценку, причислив её к десяти лучшим российским поп-хитам весны. Критик писал, что «Наедине» стала достойной продолжательницей традиций предыдущих синглов певицы.

## Музыкальное видео
9 мая 2013 года был представлен видеоклип на песню, режиссёром которого стал Сергей Перцев. Обстановкой в клипе послужили яркая поляна цветов, футуристические помещения и берег бушующего моря.

## Список композиций
- Цифровой сингл iTunes[13]

1. «Наедине» — 3:43

## Чарты
| Страна/территория (Чарт)           | Высшая позиция |
| ---------------------------------- | -------------- |
| Tophit Российский Топ-100          | 1              |
| Tophit Московский Топ-100          | 3              |
| Tophit Санкт-Петербургский Топ-100 | 1              |
| Tophit Общий Топ-100               | 1              |
| Tophit Топ-100 по заявкам          | 1              |
| Tophit Украинский Топ-100          | 3              |
| Tophit Киевский Топ-100            | 2              |
| Latvian Airplay Top 50             | 9              |

## История релиза
| Регион | Дата           | Формат               | Лейбл              |
| ------ | -------------- | -------------------- | ------------------ |
| СНГ    | 18 марта 2013  | Радиоротация         | Первое музыкальное |
| Россия | 15 апреля 2013 | Цифровая дистрибуция | Первое музыкальное |